# Sérgio Freitas
Sérgio Freitas (Porto, 1977) é um poeta e fotógrafo português.
É licenciado em Geografia pela Faculdade de Letras da Universidade do Porto. Nos seus primeiros anos de profissão, dedicou-se ao ensino, tendo lecionado tanto em cidades de Portugal continental como em várias cidades do arquipélago dos Açores.
Seu percurso artístico levou-o a duas formas de expressão - a escrita e a fotografia, que estão presentes também em seu trabalho como webmaster de diversos sites sobre fotografia, literatura e música que mantém na Internet e em seu diário artístico, o Superlativo Relativo Sintético.  Como fotógrafo, desenvolve atualmente projetos para o mercado editorial brasileiro.
Como foto-jornalista, Sérgio Freitas tem trabalhado para a GlobalImagens que publica as suas fotografias na imprensa portuguesa como no Jornal de Notícias e no Diário de Notícias.

## Obras com fotografias de Sérgio Freitas
- Torre dos Clérigos (2013 - texto de Secundino Cunha)[3]
- Casas de Escritores no Douro (texto de Secundino Cunha)[3])
- Viajar Com... Eça de Queiroz (texto de Laura Castro)[3])